# ATC B02 – Vérzéscsillapítók
Az ATC B02 – Vérzéscsillapítók a gyógyszerek anatómiai, gyógyászati és kémiai osztályozási rendszerének (ATC) egyik alcsoportja.
| ATC B   | Vér és vérképzőszervek                  |
| ------- | --------------------------------------- |
| ATC B01 | Trombózis kezelésére használatos szerek |
| ATC B02 | Vérzéscsillapítók                       |
| ATC B03 | Vérszegénység elleni készítmények       |
| ATC B05 | Vérpótlók és perfúziós oldatok          |
| ATC B06 | Egyéb hematológiai szerek               |

## B02A Antifibrinolitikumok

### B02AA Aminosavak
| B02AA01 | Aminokapronsav       | Aminocaproic acid       |
| B02AA02 | Tranexámsav          | Tranexamic acid         |
| B02AA03 | Aminometil-benzoesav | Aminomethylbenzoic acid |

### B02AB 	Proteináz gátlók
B02AB01 Aprotinin
B02AB02 Alfa1 antitrypsin
B02AB03 C1-inhibitor
B02AB04 Camostat

## B02B 	K-vitamin és egyéb vérzéscsillapítók

### B02BAK-vitamin
| B02BA01 | Fitomenadion | Phytomenadione | Phytomenadionum |
| B02BA02 | Menadion     | Menadione      | Menadionum      |

### B02BBFibrinogén
| B02BB01 | Humán fibrinogén | Fibrinogen, human | Fibrinogenum humanum |

### B02BC 	Lokális vérzéscsillapítók
B02BC01 Absorbable gelatin sponge
B02BC02 Oxidized cellulose
B02BC03 Tetragalacturonic acid hydroxymethylester
B02BC05 Adrenalone
B02BC06 Trombin
B02BC07 Kollagén
B02BC08 Calcium alginate
B02BC09 Epinefrin
B02BC10 Fibrinogén, humán
B02BC30 Combinations

### B02BD 	Véralvadási faktorok
B02BD01 IX-es, II-es, VII-es és X-es faktor kombinálva
B02BD02 Coagulation factor VIII
B02BD03 Factor VIII inhibitor bypassing activity
B02BD04 Coagulation factor IX
B02BD05 Coagulation factor VII
B02BD06 Von Willebrand faktor and coagulation factor VIII in combination
B02BD07 Coagulation factor XIII
B02BD08 Eptacog alfa (activated)
B02BD09 Nonacog alfa
B02BD30 Trombin

### B02BX 	Egyéb szisztémás vérzéscsillapítók
| B02BX01 | Etamszilát   | Etamsylate    |
| B02BX02 | Karbazokróm  | Carbazochrome |
| B02BX03 | Batroxobin   | Batroxobin    |
| B02BX04 | Romiplosztim | Romiplostim   |
| B02BX05 | Eltrombopág  | Eltrombopag   |